# Niños comiendo de una tartera (Murillo)
Niños comiendo de una tartera es un cuadro de Bartolomé Esteban Murillo, pintado al óleo sobre lienzo con unas dimensiones de 123 x 102 cm. Datado entre los años 1670 al 1675, actualmente se conserva en el Alte Pinakothek de Munich.

## Historia
Murillo fue uno de los primeros pintores europeos en comenzar a representar escenas con niños de protagonistas y a pesar de que hubo artistas como  el danés Eberhard Keil, contemporáneo a Murillo y cuyo trabajo lo desarrolló principalmente en Italia, que ya habían pintado algunos lienzos con chiquillos como tema principal, ninguno de ellos sin embargo supo igualar la actitud espontánea y casual que Murillo conseguía imprimir a sus retratos.
La tela pertenece a un grupo de pinturas de género popular y tema infantil pintados por Murillo entre los años 1670 al 1675. Esta temática ya había sido utilizada por el pintor anteriormente con lienzos donde, como en este trabajo, nos mostraba a través de una inocente e intrascendental escena la triste y miserable condición que sufrían los jovencísimos mendigos que pululaban por las calles de Sevilla. Así se puede ver también por ejemplo en su obra Niños comiendo uvas y melón de cerca de 1650 y de parecida factura.    
En este lienzo el tema de la infancia es afrontado de una manera más esperanzadora y serena, con optimismo y alegría y aunque de forma muy idealizada, los dos niños son representados con gran verosimilitud y sin intenciones moralizantes.
Lo más probable es que quienes encargaran estas representaciones a Murillo fueran marchantes de la Europa Septentrional donde las pinturas de esta temática eran muy apreciadas. Seguramente por esto, ninguna de estas pinturas infantiles se conservan en museos españoles cuyo gusto en aquella época se decantaba más por temas religiosos.

## Descripción y características
En el lienzo se ven a dos niños en primer plano que ocupan casi toda la escena. Están sentados, parecen comer de una tartera que hay entre ellos y uno de ellos levanta su brazo en cuya mano sostiene un trozo de comida que se dispone a devorar con glotonería. Su compañero, mientras tanto, lo mira divertido y expectante al igual que el perro, que con gesto atento espera ansioso que caiga alguna sobra. A sus pies se observa también un bodegón de gran realismo.
Murillo en este cuadro hace un uso increíblemente hábil de la iluminación. Una única fuente de luz ilumina toda la escena creando las formas y volúmenes y distribuyendo los espacios con el fin de conseguir un gran realismo en toda la composición. 
El naturalismo se enfatiza aún más por la expresividad de sentimientos en los gestos de los niños y del perro, así como en el estudio minucioso y detallado a la hora de plasmar los alimentos, las ropas harapientas o las sucias plantas de los pies del niño en primer término.
Las pinceladas son fluidas y los colores, distribuidos en capas finas, tienden a los pardos terrosos, al grisáceo y al verde, armonizando delicadamente en fusión perfecta con el oscuro fondo constituido por un paisaje sfumato
´